# Alexandrion
| \| Alexandrion Hyrcania Machéronte \| Forteresses hasmonéennes |
| Alexandrion Hyrcania Machéronte                                |

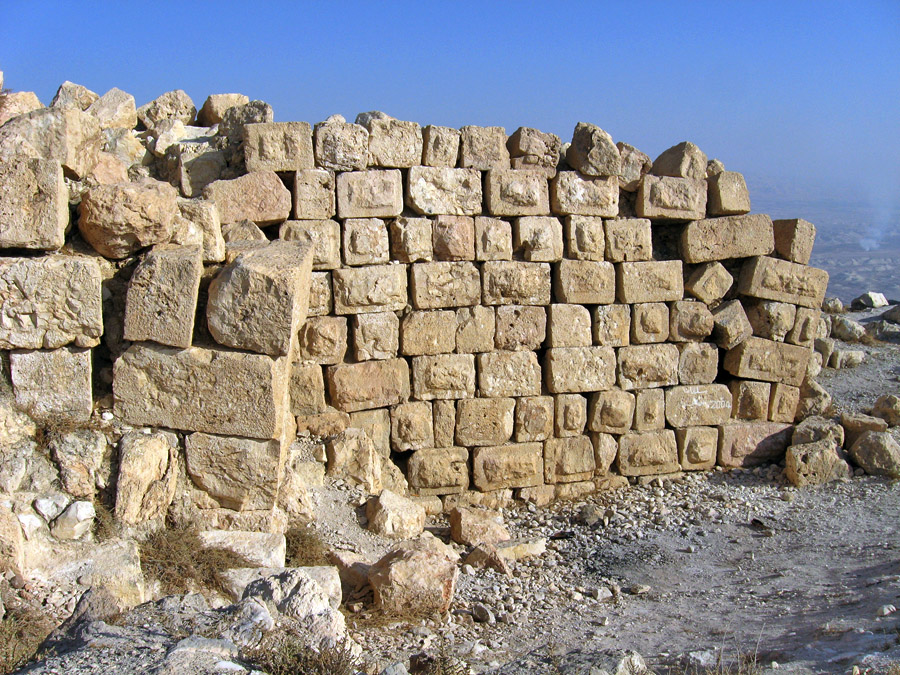
Ruines d'un mur hasmonéen

Alexandrion est une forteresse antique du désert de Judée à la frontière entre la Judée et la Samarie. C'est l'une des plus importantes de l'époque hasmonéenne.
En 1866, Hermann Zschokke (de) a proposé d'identifier l'Alexandrion avec le site de Sartaba au nord de la vallée de Jéricho. Avant cela, les chercheurs le cherchaient plus à l'ouest, dans la Samarie. Le site n'a pas encore fait l'objet de fouilles, seuls des sondages ont été réalisés. Compte tenu de l'état de ruine du site, aucun plan de la forteresse n'a pu encore être établi. 
Il semble que les fortifications du site datent de l'époque hasmonéenne. Le premier élément connu sur l'Alexandrion date du règne de Salomé Alexandra. Il est vraisemblable qu'il existait déjà sous Alexandre Jannée et qu'il doit son nom à Jannée ou à celui de sa femme.
En l'absence de fouilles, c'est la taille des pierres qui permet de l'identifier comme une forteresse hasmonéenne plutôt qu'hérodienne. La présence d'un  siphon dans le système d'alimentation en eau témoigne aussi en faveur d'une construction hasmonéenne. Pour cette période, on ne connait en effet qu'un seul siphon romain (situé à Bethléem) et qui est plus perfectionné. Les archéologues ont retrouvé sur le site des chapiteaux corinthiens et ioniens, mais ils ne permettent pas de trancher la question.
Dans les sources anciennes, l'Alexandrion est principalement cité dans les passages en relation avec l'époque hasmonéenne (Ier siècle av. J.-C.). Il n'est plus du tout mentionné à l'époque de la Grande Révolte (Ier siècle).
Le premier élément connu sur l'Alexandrion date de -69 et concerne le partage entre Hyrcan II et Aristobule II sous le règne de Salomé Alexandra. Flavius Josèphe rapporte que l'Alexandrion faisait partie, avec Machéronte et Hyrcania, des trois forteresses auxquelles la reine ne renonça pas. Ce point indique des liens personnels entre les souverains hasmonéens et leurs forteresses.
En -63, Aristobule II s'enferme dans l'Alexandrion  pour barrer la route à Pompée qui venait de Damas en direction de Jérusalem via Jéricho. L'Alexandrion marque alors la limite nord de la Judée.
En -57, Jonathan Alexandre II, fils d'Aristobule II fait réparer l'Alexandrion, ainsi que Machéronte et Hyrcania. Après un combat dans les environs de Jérusalem, il se réfugie dans l'Alexandrion  avec le reste de son armée (4500 hommes) dont seule une partie réside effectivement à l'intérieur des murailles. Le proconsul de Syrie Aulus Gabinius fait raser l'Alexandrion, Machéronte et Hyrcania. Aristobule II, évadé de Rome, tente de faire fortifier l'Alexandrion, mais faute de temps, il se tourne vers Machéronte qu'il commence à faire réparer. Il est contraint de se rendre au bout de deux jours de siège.
Le roi Hérode y fait enterrer les deux fils, Alexandre et Aristobule, qu'il a eu avec Mariamne.